# Mount Razvilka
Mount Razvilka är ett berg i Antarktis. Det ligger i Östantarktis. Australien gör anspråk på området. Toppen på Mount Razvilka är 1 191 meter över havet.
Terrängen runt Mount Razvilka är kuperad åt sydost, men åt nordväst är den platt. Trakten är obefolkad. Det finns inga samhällen i närheten.